# 新家村
新家村（しんげむら）は、大阪府南部、泉南郡に属していた村。現在の泉南市南東部、阪和線新家駅周辺から南一帯の新家川流域にあたる。

## 地理
- 山：笠山
- 池：大池、タブサ池
- 河川：新家川

## 歴史
- 1889年（明治22年）4月1日 - 町村制の施行により、新家村、別所村、兎田村が合併して日根郡新家村が発足。
- 1896年（明治29年）4月1日 - 所属郡が泉南郡に変更。
- 1956年（昭和31年）9月30日 - 信達町・西信達村・鳴滝村・樽井町・雄信達村と合併して泉南町が発足。同日新家村廃止。

## 交通

### 鉄道路線
- 日本国有鉄道
  - 阪和線
    - 新家駅

### 道路
現在は旧村域を阪和自動車道が通過するが、当時は未開業。